# Paweł Boski
Paweł Boski herbu Jasieńczyk – podkomorzy czerski w 1788 roku, marszałek ziemi czerskiej w konfederacji radomskiej w 1767 roku i w  konfederacji targowickiej w 1792 roku, sędzia kapturowy czerski i rotmistrz powiatu wareckiego w 1733 roku, deputat na Trybunał Główny Koronny w 1739 roku, miecznik czerski w 1745 roku, cześnik czerski w 1749 roku, chorąży czerski w 1758 roku, pułkownik ziemi czerskiej w 1764 roku, starosta stromecki.
Właściciel Woli, Niedabyla i Białobrzegów.
Poseł na sejm 1752 roku z ziemi czerskiej. Poseł na sejm 1762 roku. Był elektorem Stanisława Augusta Poniatowskiego z ziemi czerskiej w 1764 roku.
W 1786 roku został kawalerem Orderu Świętego Stanisława.